# International Society for Soil Mechanics and Geotechnical Engineering
Die International Society for Soil Mechanics and Geotechnical Engineering (ISSMGE) ist die internationale Gesellschaft für Bodenmechanik und Geotechnik. Sie wurde 1936 insbesondere auf Initiative von Karl von Terzaghi gegründet und hielt im selben Jahr ihren ersten Kongress an der Harvard University. Bis 1997 hieß sie International Society for Soil Mechanics and Foundation Engineering (ISSMFE). Sie haben unterhalten technische Komitees zu Standardisierungsfragen auf verschiedenen Bereichen der Geotechnik (1997 waren dies 34 Komitees, abgekürzt TC 1 bis TC 34). Der Gesellschaft gehören die jeweiligen geotechnischen nationalen Gesellschaften als Mitglieder an. Sitz der Gesellschaft ist London.

## Internationale Konferenzen der ISSMGE
Die International Conference on Soil Mechanics and Geotechnical Engineering (ICSMGE) findet (bis auf eine größere Verschiebung wegen des Zweiten Weltkriegs) in der Regel alle vier Jahre statt. Früher hieß sie International Conference on Soil Mechanics and Foundation Engineering (ICSMFE).
- 1936 Harvard University, in Cambridge (Massachusetts) bei Boston
- 1948 Rotterdam
- 1953 Zürich
- 1957 London
- 1961 Paris
- 1965 Montreal
- 1969 Mexiko-Stadt
- 1973 Moskau
- 1977 Tokio
- 1981 Stockholm
- 1985 San Francisco
- 1989 Rio de Janeiro
- 1994 Neu-Delhi
- 1997 Hamburg
- 2001 Istanbul
- 2005 Osaka
- 2009 Alexandria
- 2013 Paris
- 2017 Seoul
- 2022 Sydney

## Präsidenten
- 1936 bis 1957 Karl von Terzaghi
- 1957 bis 1961 Alec Skempton
- 1961 bis 1965 Arthur Casagrande
- 1965 bis 1969 Laurits Bjerrum
- 1969 bis 1973 Ralph Peck
- 1973 bis 1977 Jean Kerisel
- 1977 bis 1981 M. Fukuoka (Japan)
- 1981 bis 1985 Victor de Mello
- 1985 bis 1989 Bengt Broms (Singapur/Schweden)
- 1989 bis 1994 Norbert R. Morgenstern (Kanada)
- 1994 bis 1997 Michele Jamiolkowski (Italien)
- 1997 bis 2001 Kenji Ishihara (Japan)
- 2001 bis 2005 William Van Impe (Belgien)
- 2005 bis 2009 P. S. Seco de Pinto (Portugal)
- 2009 bis 2013 Jean-Louis Briaud (Frankreich)
- 2013 bis 2017 Roger Frank
- ab 2017 Charles Ng